# Tondela e Nandufe
Tondela e Nandufe (oficialmente: União das Freguesias de Tondela e Nandufe) é uma freguesia portuguesa do município de Tondela, com 15,75 km² de área e 5214 habitantes (censo de 2021). A sua densidade populacional é 331 hab./km².

## História
Foi criada aquando da reorganização administrativa de 2012/2013, resultando da agregação das antigas freguesias de Tondela e Nandufe.

## Demografia
A população registada nos censos foi:
| Distribuição da População por Grupos Etários | Distribuição da População por Grupos Etários | Distribuição da População por Grupos Etários | Distribuição da População por Grupos Etários | Distribuição da População por Grupos Etários | Distribuição da População por Grupos Etários |
| -------------------------------------------- | -------------------------------------------- | -------------------------------------------- | -------------------------------------------- | -------------------------------------------- | -------------------------------------------- |
| Antes da agregação                           |                                              |                                              |                                              |                                              |                                              |
| Ano                                          | 0-14 anos                                    | 15-24 anos                                   | 25-64 anos                                   | >= 65 anos                                   | Total                                        |
| 2001                                         | 691                                          | 576                                          | 2444                                         | 869                                          | 4580                                         |
| 2011                                         | 742                                          | 552                                          | 2727                                         | 1109                                         | 5130                                         |
| Após a agregação                             |                                              |                                              |                                              |                                              |                                              |
| Ano                                          | 0-14 anos                                    | 15-24 anos                                   | 25-64 anos                                   | >= 65 anos                                   | Total                                        |
| 2021                                         | 691                                          | 575                                          | 2752                                         | 1196                                         | 5214                                         |